# Smilacaceae
Smilacaceae је фамилија монокотиледоних скривеносеменица која припада реду Liliales, а обухвата два рода биљака тропских и умерених предела Земље. Статус фамилије постоји у већини савремених класификационих схема. Важан таксономски карактер, који припаднике ове фамилије одваја од сродних фамилија реда је присуство трахеја у проводним снопићима.